# 邁克·邁克格拉迪
邁克·邁克格拉迪（英語：Michael Steven McGrady，1960年3月30日—）是美國的一位演員，出生在華盛頓州費德勒爾韋。他曾想成為一名律師。除了演員的工作之外，邁克格拉迪也是一位藝術家。